# Fast Future Generation
Fast Future Generation es un documental de DVD con la banda Good Charlotte en tour en Japón. Fue hecho y producido por Marvin Scott Jarrett en otoño del 2005. El DVD fue lanzado el 26 de diciembre de 2006. 

## Contenido
1. "Introduction"
2. "What is the Concert"
3. "Crowds in Japan"
4. "First Show"
5. "That Show Sucked"
6. "Fashion Talk"
7. "Benji DJ"
8. "Trying to Make That Record"
9. "Problems with Celebrities"
10. "2nd Show"
11. "Billy the Artist"
12. "Caffeine"
13. "Justin Davis"
14. "Paul the Producer"
15. "Live 8"
16. "Bullet Train"
17. "Found My Inspiration"
18. "Last Show"
19. "End Credits"

<ref>Daniel Party